# Felix Pappalardi

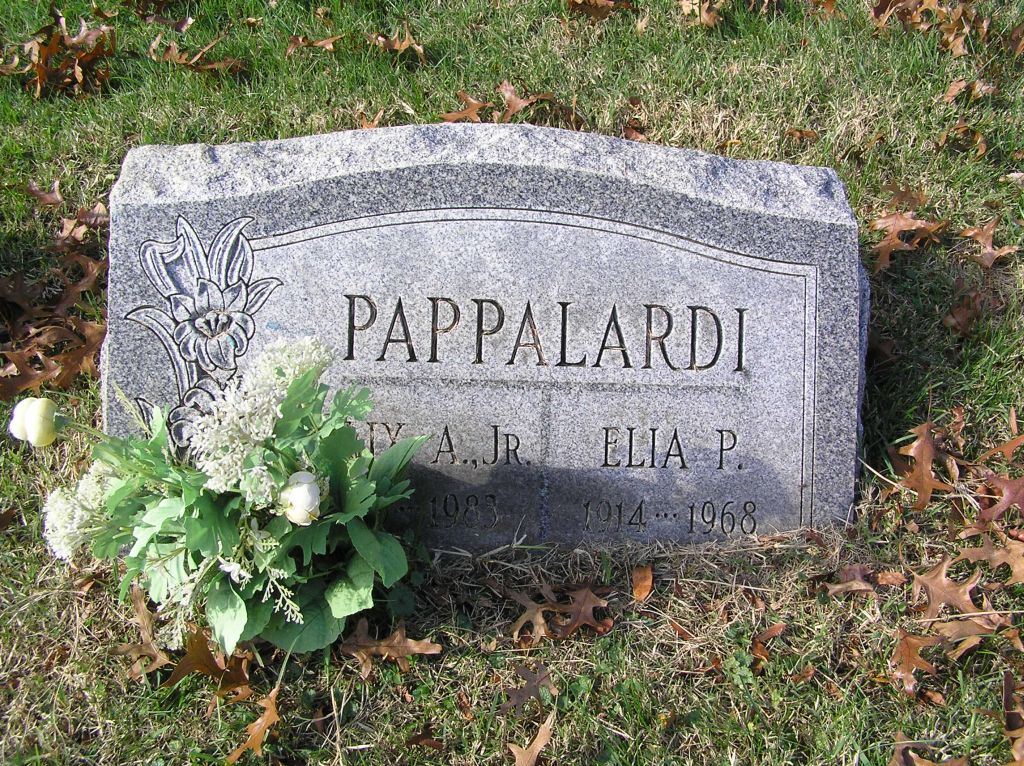
Grab auf dem Woodlawn Cemetery in New York

Felix A. Pappalardi Jr. (* 30. Dezember 1939 in New York City; † 17. April 1983) war ein amerikanischer Produzent, Songwriter, Sänger und Bassist.

## Leben
Pappalardi studierte klassische Musik an der University of Michigan. Nach dem Studium kehrte er nach New York City zurück, fand jedoch keine Arbeit, wurde daraufhin ein Teil der Greenwich-Village-Folk-Rock-Szene und machte sich bald einen Namen als Komponist. Er wirkte auch an den Alben von Tom Paxton und Fred Neil für Elektra Records mit, von wo er in das Produzentendasein hineinrutschte – weiterhin konzentriert auf Folk und Folk Rock für Künstler wie The Youngbloods oder Joan Baez.
In den späten 1960er-Jahren produzierte er ab dem zweiten Album Disraeli Gears sämtliche Veröffentlichungen der Band Cream und war auch an den Arrangements der Songs beteiligt. Er und seine Frau Gail Collins schrieben mit Eric Clapton den Cream-Titel Strange Brew.
Danach gründete er 1969 mit Leslie West (Gesang/Gitarre), Laurence „Corky“ Laing (Schlagzeug) und Steve Knight (Piano/Orgel) die Band Mountain. Als Instrumentalist war er auch an Aufnahmen von Back Door, die er 1974 produzierte, beteiligt. Zusammen mit der japanischen Band Creation wurde 1976 ein Album veröffentlicht, an dem Pappalardi sowohl als Sänger, Bassist und Keyboarder als auch als Produzent beteiligt war. 1979 folgte dann mit Don’t worry, Ma das einzige Soloalbum, welches unter seinem Namen erschien.  Hier wirkten auch bekannte Musiker wie Mick Ronson und Ian Hunter mit.
Pappalardi wurde am frühen Morgen des 17. April 1983 von seiner Ehefrau mit einem Schuss in den Nacken getötet. Nach Collins Angaben soll es ein Unfall gewesen sein, jedoch handelte es sich vermutlich um eine Tat aus Eifersucht. Pappalardi hatte zu dieser Zeit ein Verhältnis mit der Sängerin Valerie Merians. Sein Grab befindet sich auf dem Woodlawn Cemetery in New York.